# Переёмная (станция)
Переёмная — железнодорожная станция Восточно-Сибирской железной дороги на Транссибирской магистрали.
Расположена в посёлке станции Переёмная Кабанского района Бурятии на 5431 км Транссиба.

## История
Основана в 1901 году как станция Кругобайкальской железной дороги. Названа по реке Переемной, гидроним означает сужение, узкое место. Река известна с 1675 года, когда Николай Гаврилович Спафарий пересек здесь Байкал на гребном судне. Он соотнес название реки с "узкой" частью Байкала который пересекали по кратчайшему пути от истока Ангары до устья Переемной.

## Дальнее следование по станции
| № поезда | Маршрут движения | № поезда | Маршрут движения |
| -------- | ---------------- | -------- | ---------------- |
| 69       | Чита — Москва    | 70       | Москва — Чита    |